# Lawrence (Nieuw-Zeeland)
Lawrence is een plaats in de regio Otago op het Zuidereiland van Nieuw-Zeeland, 35 kilometer ten noordwesten van Milton en vlak bij de Tuapeka-rivier. Het wordt weleens de poort naar "Centraal Otago" genoemd. 

## Geschiedenis
De plaats is vernoemd naar Sir Henry Lawrence, een oorlogsheld. Lawrence was het centrum van de goudkoorts in centraal Otago in de jaren 60 van de 19e eeuw. In 1862 zouden er in de regio zelfs twee keer zoveel mensen wonen als in Dunedin. 
In 1877 werd er een spoorlijn aangelegd en deze bleef operationeel tot 1968, toen werd ook het station gesloopt. 